# Colom imperial gegant
El colom imperial gegant (Ducula goliath) és una espècie d'ocell de la família dels colúmbids (Columbidae) que habita els boscos de les muntanyes de Nova Caledònia i l'Île des Pins.